# Lajas (Lajas)
Lajas es un barrio ubicado en el municipio de Lajas en el Estado Libre Asociado de Puerto Rico. En el Censo de 2010 tenía una población de 2694 habitantes y una densidad poblacional de 648,88 personas por km².

## Geografía
Lajas se encuentra ubicado en las coordenadas 18°3′12″N 67°3′17″O / 18.05333, -67.05472. Según la Oficina del Censo de los Estados Unidos, Lajas tiene una superficie total de 4.15 km², que corresponden a tierra firme.

## Demografía
Según el censo de 2010, había 2694 personas residiendo en Lajas. La densidad de población era de 648,88 hab./km². De los 2694 habitantes, Lajas estaba compuesto por el 78.29% blancos, el 4.79% eran afroamericanos, el 0.19% eran amerindios, el 14.48% eran de otras razas y el 2.26% pertenecían a dos o más razas. Del total de la población el 99.18% eran hispanos o latinos de cualquier raza.